# Попешти (Долж)
Попешти (рум. Popești) насеље је у Румунији у округу Долж у општини Мелинешти. Oпштина се налази на надморској висини од 196 m.

## Становништво
Према подацима из 2002. године у насељу је живело 28 становника, од којих су сви румунске националности.